# عصا المشي
عصا المشي (بالإنجليزية: Walking stick) هو جهاز يستخدم من قبل العديد من الناس لتسهيل تحقيق التوازن أثناء المشي.
وتأتي العصي في كثير من الأشكال والأحجام، ويمكن أن يبحث عنها الهواة أيضا. ويمكن استخدام بعض أنواع العصي من قبل الأشخاص ذوي الإعاقة كعكاز. وتاريخيا، فان عصا المشي كانت تعرف باستخدامها كسلاح دفاعي أو هجومي، وربما تخفي سكينا أو سيفا.

## الاستعمال الكنسي

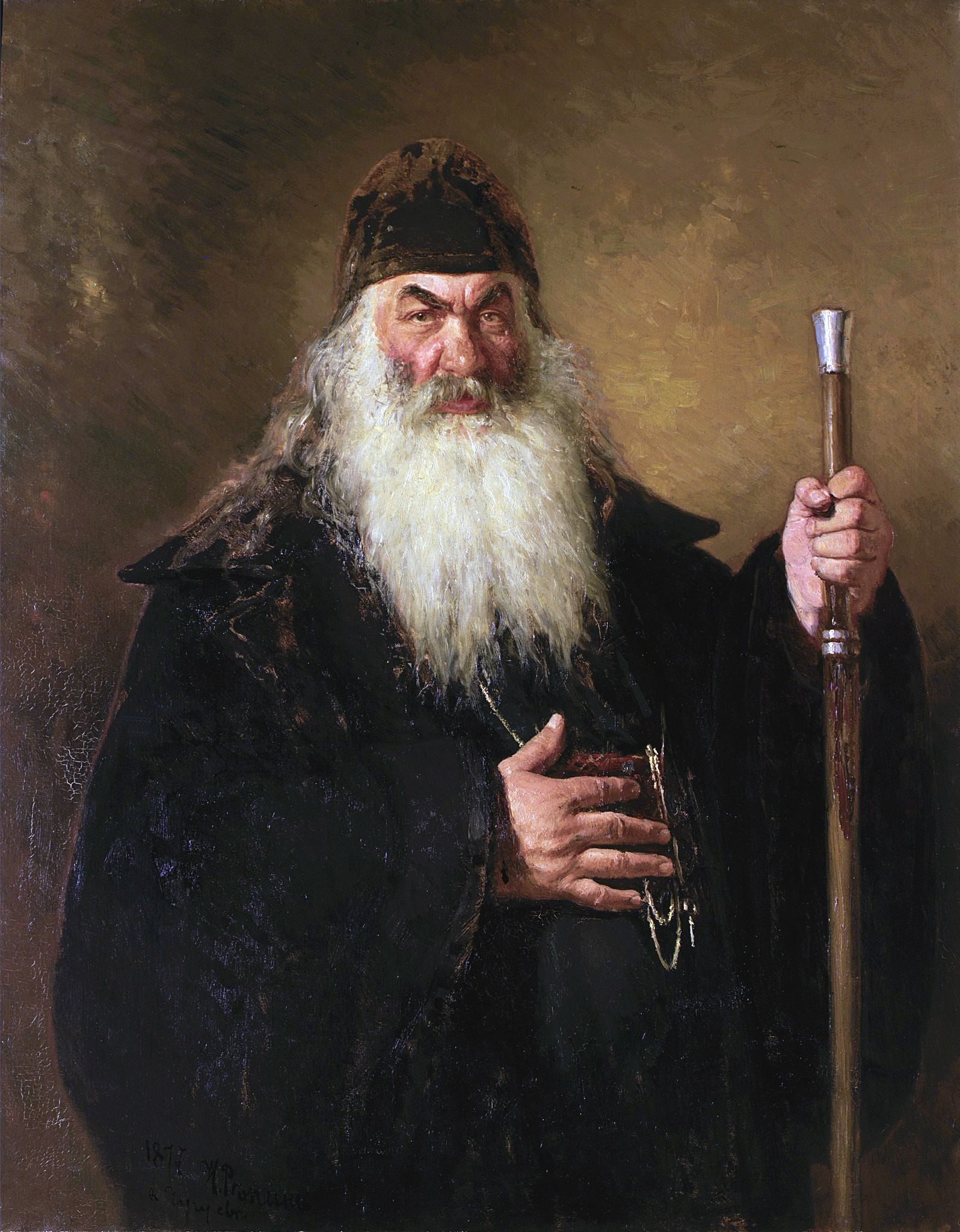
عصا بيد رجل دين نصراني.

## عصا المشي الأمريكية

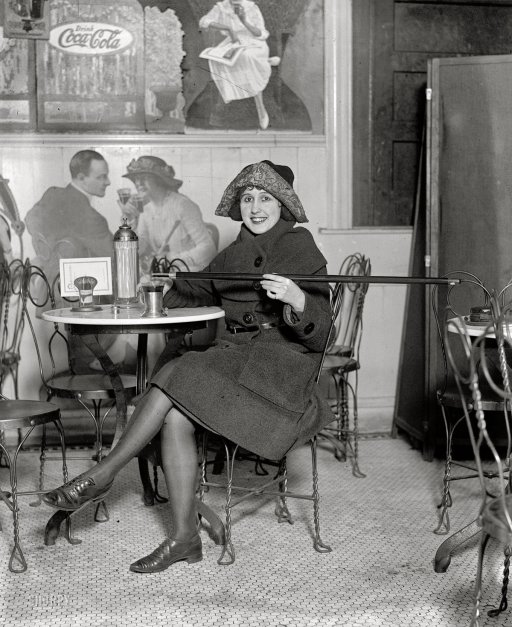
سيدة تحمل عصا للمشي في واشنطن عام 1922.

## وصلات خارجية
- YouTube film of walking stick manufacture
- Walking-Stick Papers (Robert Cortes Holliday, 1918) – Project Gutenberg ebook
- Self-Defence with a Walking Stick (Pearson’s Magazine, January 1901)
- History of English Walking Sticks
- Suggested cane technique نسخة محفوظة 17 يناير 2013 على موقع واي باك مشين.
- How to fit a walking stick to your height
- Information about the different handles